# Dave Bainbridge
Dave Bainbridge je anglický hudebník, hráč na klávesové nástroje a kytarista, který byl společně s Dave Fitzgeraldem spoluzakladatelem skupiny Iona.

## Životopis
Narodil se v hudební rodině v anglickém Darlingtonu. Od osmi let chodil na lekce klavíru a na kytaru se učil hrát od třinácti a ve čtrnácti hrál ve své první skupině 'Exodus'.
Když navštěvoval Hudební akademii v Leedsu, získal cenu "BBC Radio 2 Best Jazz Soloist Award". Na akademii se seznámil se zpěvákem a skladatelem Adrianem Snellem. Výsledkem bylo pracovní partnerství, které trvalo osm let a díky němuž se mohl seznámit s Joanne Hogg a Dave Fitzgeraldem. Toto partnerství vyústilo v založení skupiny Iona.
Dave v letech 1989 až 2015 cestoval se skupinou po celém světě a vydal třináct hudebních alb pozitivně přijímaných kritikou. Jeho kariéra všestranného hudebníka, sólového umělce, klávesisty, kytaristy, hráče na buzuki, skladatele, hudebního producenta, aranžéra a učitele ho přivedla ke mnoha hudebním žánrům a práci s mnoha umělci jako jsou: Strawbs (současný klávesista), Jack Bruce, Buddy Guy, Troy Donockley (Nightwish), Nick Beggs, Gloria Gaynor, Moya Brennan, Robert Fripp, Mae McKenna, Phil Keaggy, Paul Jones, Damian Wilson, Nick Fletcher, ‘Snake’ Davis, Adrian Snell, PP Arnold, Mollie Marriott, Lifesigns (s Johny Youngem), Norman Beaker, Fred T. Baker, Dave Brons, Paul Bielatowicz a mnoha dalšími.
Dave vydal tři sólová alba, ‘Veil of Gossamer’ (2004), ‘Celestial Fire’ (2014) a své první sólové klavírní album ‘The Remembering’ (2016). Album ‘Celestial Fire’ vedlo v roce 2015 k založení skupiny Celestial Fire. Skupina v dubnu 2017 vydala album ’Live in the UK’.

## Diskografie

### Sólo
- Veil of Gossamer (2004)
- Celestial Fire (2014)
- The Remembering (2016)
- Live in the UK (2017)

### Iona
viz Iona

### Dave Fitzgerald
- Eye of the Eagle (1998)
- Eye of the Eagle (DVD) (2005)
- Life Journey (2009)

### Troy Donockley
- When Worlds Collide (2005)
- From Silence (2005)
- From Silence (DVD) (2005)

### Strawbs
- The Ferryman's Curse (2017)

### Ostatní spolupráce
- Songs for Luca (2003)
- Songs for Luca 2 (2007)
- Breaking of the Dawn (2007)
- Cathedral of Dreams (2009)